# Pulsar
Pulsar (eng., skraćeno od puls[ating] [st]ar: pulsirajuća zvijezda) je vrsta neutronske zvijezde, snažnoga magnetskoga polja (oko 108 T) i brze vrtnje, nazvane po strogo pravilnoj periodičnoj emisiji impulsa elektromagnetskih valova. Zračenje pulsara stiže do Zemlje na mahove (u pulsevima) jer magnetski polovi zvijezde nisu na istome mjestu na kojem se nalaze polovi vrtnje pa je Zemlja obasjana samo u jednom dijelu perioda vrtnje. Prvi pulsar, PSR B1919+21, kojemu je period rotacije 1,3373 sekunde, a udaljen je od Zemlje 2 283 svjetlosne godine, otkrili su 1967. J. B. Burnell i A. Hewish. Poznato ih je više tisuća. Najbrži je pulsar PSR J1748-2446ad (period rotacije 0,00139595 sekunde, udaljen od Zemlje 18 000 svjetlosnih godina), najbliži je PSR J0108-1431 (period rotacije 0,808 sekunde, udaljen od Zemlje 424 svjetlosne godine), a oko pulsara PSR B1257+12 (udaljenoga 1 000 svjetlosnih godina, s periodom rotacije 0,006219 sekunde) otkrivena su 3 planeta. Većina pulsara emitira radiovalove, manji broj valove većih energija, te rendgensko i gama-zračenje. Starenjem pulsari gube energiju, vrtnja im se usporava za približno milijunti dio sekunde godišnje, magnetsko polje slabi i nakon 10 do 100 milijuna godina postaju teško zamjetljive neutronske zvijezde. Najpoznatiji pulsar PSR B0531+21, s periodom vrtnje od 33 milisekunde, ostatak je eksplozije supernove iz 1054., nalazi se u maglici Rakovici, udaljen od Zemlje 6 500 svjetlosnih godina, a zrači u svim valnim duljinama oko 75 000 puta više energije nego Sunce. Nama pulsar, zbog vrtnje i uskog snopa radiovalova, izgleda kao svemirski svjetionik, kao da pulsira. Astronomi koji su otkrili prvi pulsar mislili su da su otkrili prvi signal izvanzemaljske civilizacije.

## Nastanak pulsara
Prema današnjim teorijama o nastanku pulsara, oni nastaju iz sustava neutronske zvijezde i crvenog diva. Zvijezde ulaze u fazu crvenog diva pri kraju svog života (Sunce za 5 milijardi godina), kada potroše zalihe vodika i pređu na sagorijevanje helija. Posljedica toga je širenje zvijezde na mnogostruko veći promjer (Sunce će se tada raširiti do Zemljine putanje). Kada se crveni div dovoljno raširi, neutronska zvijezda počne "krasti" njegovu atmosferu, a plin koji pada na budući pulsar ubrzava njegovu vrtnju. Nakon što crveni div izgubi svoje vanjske slojeve, preostali dijelovi zvijezde postaju bijeli patuljak, faza u evoluciji zvijezde koja i inače slijedi, no nešto sporije bez pulsara u blizini.
Ako od neutronske zvijezde nastane pulsar, nastat će po sljedećem procesu: neutronska zvijezda se pri svom početku brzo rotira, no usporavaju s vremenom, no ta tijela koja se brzo rotiraju mogu emitirati zračenje – što mi sa Zemlje vidimo kao pulsirajuće svjetlo kako se zvijezda vrti – poput svjetla na svjetioniku koji se vrti. Zbog toga se ovakve zvijezde nazivaju još i pulsarima.
Nakon nekoliko milijuna godina rotacije, pulsari iscrpljuju evoju energiju i postaju normalne neutronske zvijezde. Tek nekoliko poznatih neutronskih zvijezda su pulsari. Znanstvenicima je poznato oko 1 000 pulsara, no vjerojatno se njihov broj u našoj galaksiji penje i do nekoliko stotina milijuna.

## Planeti oko pulsara
Neki pulsari mogu posjedovati planete. Prvi takav otkriven pulsar s planetima je PSR B1957+20. Zanimljiv je pulsar PSR 1257+12, oko kojeg orbitiraju 3 planeta.

## Neutronske zvijezde
Neutronske zvijezde su zvijezde promjera približno 12 kilometara, gustoće usporedive s gustoćom atomskih jezgara, razvojna faza zvijezda velike mase nakon što su potrošile svoje nuklearno gorivo i eksplodirale kao supernove. Iako zvijezde u eksploziji velik dio svoje mase odbace u svemir, preostale jezgre još su uvijek masivnije od Sunca (najčešće između 1,38 i 2,1 Sunčeve mase; pri većoj masi urušavanjem preostale jezgre nastale bi crne rupe, a pri manjoj masi bijeli patuljci). Kada se jezgre zvijezda sažmu do promjera od približno 12 km nastaju neutronske zvijezde. Gravitacijsko se urušavanje zaustavlja tek kada odbojne sile među česticama tvari postanu dovoljno snažne da se odupru daljnjemu sažimanju, tj. kada se protoni i elektroni stope u neutrone. U središtu neutronskih zvijezda tlak je toliko velik da je tvar promijenjena, a jezgre su atoma ogoljene.  Pretpostavlja se da najveći dio unutrašnjosti neutronskih zvijezda ispunjava suprafluidna (suprafluidnost) neutronska tvar. Neutronske se zvijezde često u početku vrte velikom brzinom, ali se s vremenom, kako gube energiju, usporavaju. Prve neutronske zvijezde otkrivene su kao pulsari.
Teorijski model neutronske zvijezde osmislili su W. Baade i F. Zwicky 1934., britanska astrofizičarka J. B. Burnell i A. Hewish otkrili su 1967. prvi pulsar, američki astrofizičar J. H. Taylor i američki fizičar R. A. Hulse otkrili su dvojni sustav neutronskih zvijezda PSR B1913+16, od kojih je samo jedna bila pulsar, a talijanska astronomkinja Marta Burgay prva je 2004. otkrila zvjezdani sustav dvaju pulsara.

## Poveznice
- Neutronska zvijezda
- Magnetar
- PSR 1257+12 A